# Anarcobatllismo

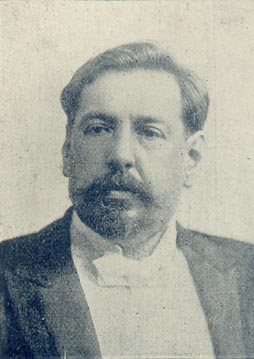
José Batlle y Ordóñez.

El anarcobatllismo fue una tendencia dentro del anarquismo, desarrollada en Uruguay en las primeras décadas del siglo XX, que se caracterizó por apoyar las reformas legales y laborales realizadas por el presidente de ese país, José Batlle y Ordóñez (1903-1907 y 1911-1915), a partir de las reformas laborales impulsadas en su segunda presidencia. La corriente anarcobatllista ha sido considerada un fenómeno excepcional dentro de la historia del anarquismo, debido a su postura favorable a las políticas estatales de un gobernante progresista, las leyes laborales e inclusión del sufragio.
Entre los anarquistas que adhirieron al anarcobatllismo se encuentran Adrián Troitiño, Carlos Balsan, Gino Fabbri, Antonio Zamboni, Francisco Berri, E. Clerieir y Virginia Bolten. El periódico La Idea Libre canalizaba esas ideas.